# Mursa maceria
Mursa maceria är en fjärilsart som beskrevs av Druce 1891. Mursa maceria ingår i släktet Mursa och familjen nattflyn. Inga underarter finns listade i Catalogue of Life.